# ディズニー・シアトリカル・グループ
ディズニー・シアトリカル・グループ（英語: The Disney Theatrical Group）、正式名称ブエナビスタ・シアトリカルグループ株式会社（英語: Buena Vista Theatrical Group Ltd.）は、アメリカ合衆国のウォルト・ディズニー・カンパニー傘下の会社で、ライブショーや舞台演劇、ミュージカルを手掛けている。トーマス・シューマーカーのもと、ウォルト・ディズニー・カンパニーの4本の柱のうちの一つであるウォルト・ディズニー・スタジオを形成している。

## 歴史

### ブエナ・ビスタ・シアトリカル・グループ（Buena Vista Theatrical Group）
ブエナ・ビスタ・シアトリカル・グループ有限会社は、1999年11月23日にディズニー・シアトリカル・プロダクションが初めて事業部として独立した時の名前である。2000年1月、ハイペリオンとディズニー・シアトリカル・プロダクションを取り締まるために、ディズニーの2番目の制作部門であるハイペリオン・シアトリカルとのグループ設立が発表された。ハイペリオンの最初のプロダクションはアイーダであり、ディズニー以外のアニメーションはすべてハイペリオンに属していた。2000年9月、アメリカの3事業部すべてのディズニー・シアトリカル・グループ（ハイペリオンとディズニー・シアトリカル・プロダクション）のショーは、「ディズニー・オン・ブロードウェイ」のバナーに属し、後に、ショーが全国ツアーを行った際に「ディズニー・オン・ブロードウェイ・オン・ツアー」に属することになった。シュナイダーのスタジオ代表への昇進により、2000年1月にシューマーカーがディズニー・シアトリカル・グループの単独の社長になった。シュナイダーは、2001年6月にディズニー・スタジオを去り、ディズニーが一部出資する独自の劇場制作会社を設立した。 2003年、ミュージック・シアター・インターナショナルはディズニー・ミュージカルのライセンスの仲介業者となり、学校の公演のために演じた。